# Hieracium amphileion
Hieracium amphileion es una especie de planta con flor del género Hieracium, de la familia Asteraceae, orden Asterales.

## Distribución
Hieracium amphileion se distribuye por Rusia europea.

## Taxonomía
Fue descrita científicamente por (Pohle & Zahn) Üksip. Fue publicada en V.L.Komarov (ed.), Fl. URSS 30: 125 (1960).